# 林寨镇
林寨镇是中国广东省河源市和平县下辖的一个镇，下辖1个居委会和11个村委会。人口27073人，其中以客家人為主，少數民族畲族约占1%。鎮内有一座1200千瓦的水电站。該鎮以客家特色建築四角樓聞名。

## 行政区划
林寨镇下辖以下地区：
街道社区、石江村、石镇村、兴井村、楼镇村、山前村、中前村、新兴村、严村、杨洞村、明星村和中洞村。

## 中国传统村落
2012年，林寨古村被评为首批“中国传统村落”。

## 交通
- 京九铁路：林寨站